# Сплави (гміна Понятова)
Сплави (пол. Spławy) — село в Польщі, у гміні Понятова Опольського повіту Люблінського воєводства.
Населення — 125 осіб (2011).
У 1975-1998 роках село належало до Люблінського воєводства.

## Демографія
Демографічна структура станом на 31 березня 2011 року:
|          | Загалом | Допрацездатний вік | Працездатний вік | Постпрацездатний вік |
| -------- | ------- | ------------------ | ---------------- | -------------------- |
| Чоловіки | 59      | 13                 | 41               | 5                    |
| Жінки    | 66      | 8                  | 41               | 17                   |
| Разом    | 125     | 21                 | 82               | 22                   |